# Außenministerium (Thailand)

Siegel des thailändischen Außenministeriums

Das Ministerium für auswärtige Angelegenheiten des Königreichs Thailand (Thai: กระทรวงการต่างประเทศ, krasuang kan tang prathet) ist die wichtigste Regierungsbehörde für die Beziehungen zwischen Thailand und dem Ausland.

## Organisation und Verwaltungsstruktur
1992 zogen die meisten Abteilungen des Außenministeriums in den Bezirk Ratchathewi in Bangkok, Sri Ayutthaya Road/Phaya Thai 443. Derzeitiger Minister ist Parnpree Bahiddha-nukara, sein Stellvertreter ist Jakkapong Sangmanee.

### Verwaltung
- Ministerbüro
- Büro des Staatssekretärs
  - Beamtete Staatssekretärin ist Busaya Mathelin

### Politische Abteilungen
- Abteilung für Konsularangelegenheiten
- Protokollabteilung
- Behörde für internationale Entwicklungskooperation
- Abteilung für Außenwirtschaft
- Abteilung für Vertrags- und Rechtsangelegenheiten
- Informationsabteilung
- Abteilung für internationale Organisation

### Regionalabteilungen
- Abteilung für europäische Angelegenheiten
- Abteilung für amerikanische und südpazifische Angelegenheiten
- Abteilung für ASEAN (Mitglieder der ASEAN-Gruppe)
- Abteilung für ostasiatische Angelegenheiten
- Abteilung für südasiatische, Nahost- und afrikanische Angelegenheiten

## Geschichte

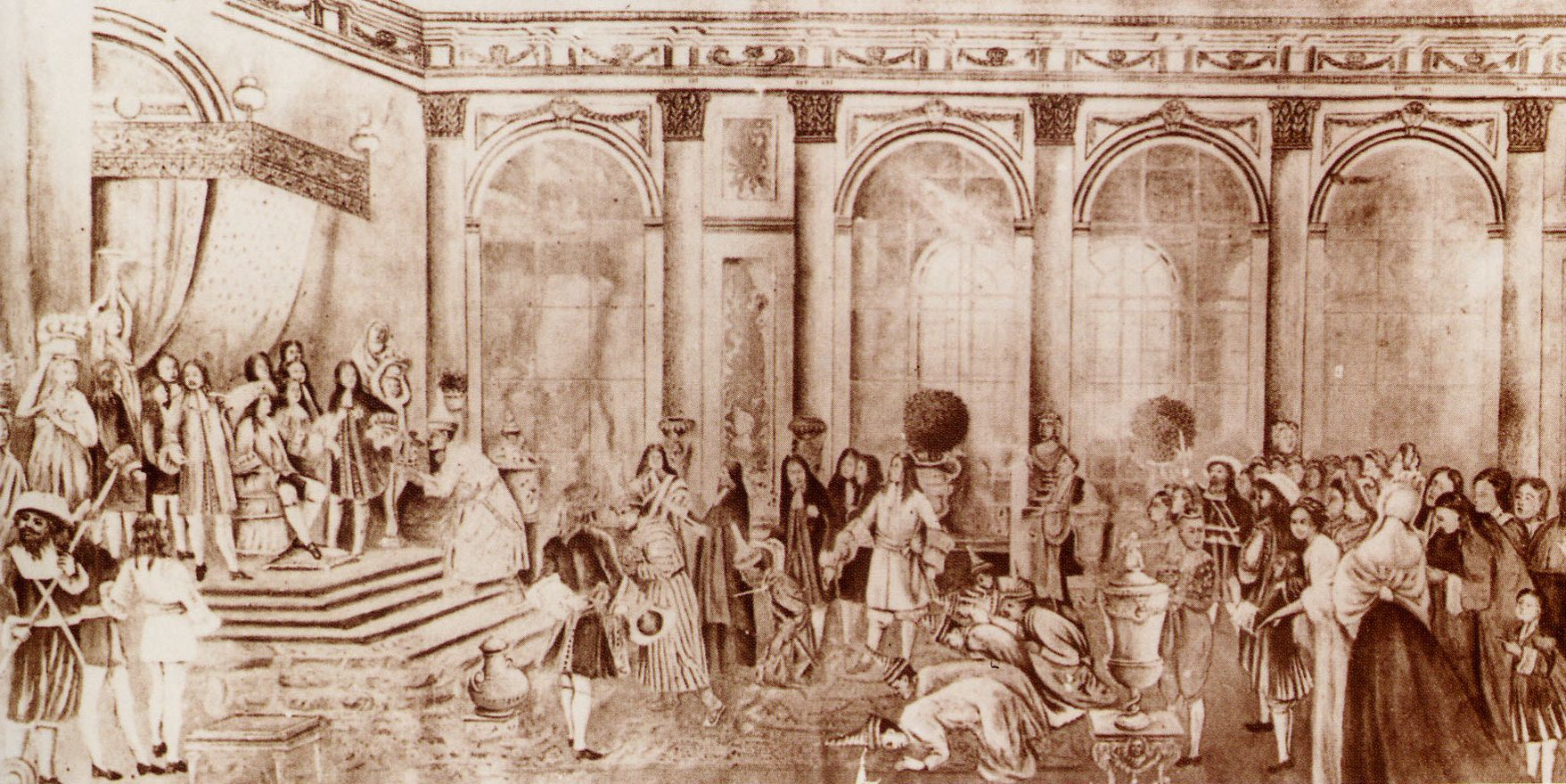
Siamesische Gesandtschaft am französischen Hof in Versailles, 1686

Während der Zeit der Absoluten Monarchie wurden auch in Siam die Beziehungen zu anderen Ländern vom jeweiligen König gepflegt, der mittels verschiedenster Mittel die Außenpolitik beeinflusste. So versuchte Ramkhamhaeng von Sukhothai (reg. 1279 bis 1298) den Handel mit China durch Tribute in Gang zu bringen, die er regelmäßig an den Kaiser sandte. König Ramathibodi I. (reg. 1350 bis 1369) des mit Sukhothai rivalisierenden Königreichs Ayutthaya führte eine Verwaltungsreform durch, der dem König die zentrale Rolle für die in vier Abteilungen gegliederte Verwaltung zumaß: (1) Wiang (die lokale Verwaltung), (2) Wang (Hof), (3) Khlang (Schatzkammer) und (4) Na (Landwirtschaft). Phra Khlang (Thai: พระคลัง), also der Vorsitzende der Schatzkammer – und damit auch des Außenhandels, war in dieser Ordnung zuständig für die Außenpolitik, wobei der König deren Richtlinien bestimmte.
Blieb die erste Begegnung mit Europäern in Gestalt der Portugiesen im Jahre 1510 noch ohne größeren Einfluss auf den Lauf der Geschichte Siams, änderte sich dies im 17. Jahrhundert, als französische katholische Missionare ins Land gelassen wurden und danach trachteten, nach bewährtem Muster zunächst das Oberhaupt (König Narai, reg. 1648 bis 1688) und danach dessen Untertanen zu bekehren. Zu jener Zeit entsandten beide Länder Legaten, wie den Siamesen Kosa Pan an den Hof König Ludwigs XIV., der ein Bruder des Phra Khlang war.

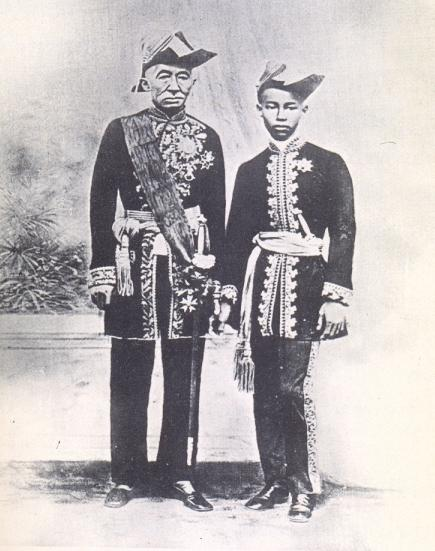
König Mongkut und Prinz Chulalongkorn, der später die siamesische Außenpolitik modernisieren sollte

Die Ausweitung des Handels, der ja meist über das Meer abgewickelt wurde, führte später zur Bildung der Unterabteilung des Khrom Tha (กรมท่า), die für die Verwaltung der Häfen des Reiches zuständig war. Doch kamen über das Meer nicht nur Kaufleute, sondern auch Gefahren in der Gestalt kolonialer Interessen europäischer Mächte, die zu Beginn des 19. Jahrhunderts aufkamen. Siam unter den Königen Rama III. (reg. 1824 bis 1851) und Rama IV. (reg. 1851 bis 1868) konnte sich aus zunächst aus Händeln heraushalten, die England und Frankreich in Birma, Malakka, Laos, Kambodscha und Vietnam zur Bildung ihrer Kolonialreiche genutzt hatten. Die vollständige Niederlage des chinesischen Reiches gegenüber England führte zu der Erkenntnis, das Siam sich auf sich selbst verlassen müsste, um weiter unabhängig bleiben zu können.
1861 wurden erstmals Beziehungen zwischen deutschen Staaten (den Hansestädten Hamburg, Bremen und Lübeck) und Siam aufgenommen. Bis 1875 blieben Phra Khlang und Khrom Tha unter derselben Führung, sodass also außenpolitische und wirtschaftliche Angelegenheiten gemeinsam behandelt wurden. Erst König Chulalongkorn (Rama V., reg. 1868 bis 1910) schuf ein modernes Außenministerium, für das offiziell seit 1885 Prinz Devawongse (เทวะวงศ์) zuständig wurde und bis zu seinem Tod 1923 blieb. Er gilt als Vater der modernen thailändischen Außenpolitik und führte das Land unter anderem durch die Krise, die durch den Pak-Nam-Zwischenfall ausgelöst wurde, die massiven Bedrohungen der nationalen Unabhängigkeit durch englische und französische Kolonialinteressen in Indochina und den Ersten Weltkrieg (1914 bis 1918). Er konnte die lange geltenden Vorrechte europäischer Staatsbürger (und deren kolonialer Untertanen in Südostasien) in einem langen Prozess zurückführen auf die heute üblichen zwischenstaatlichen Rechtsansprüche von Bürgern im Ausland.
Das Ministerium bestand ursprünglich aus sieben Abteilungen:
- Ministerbüro (Senabodi)
- Abteilung des Untersekretärs
- Übersetzungsbüro
- Empfangsabteilung
- Archiv
- Rechnungsstelle
- Diplomatische Abteilung
- Konsularabteilung

Größere und kleinere Umorganisationen führten zu der heutigen Organisationsstruktur (siehe oben), darunter die Etablierung der Abteilung für den Völkerbund nach dem Ende des Ersten Weltkriegs. Nach dem Umsturz von 1932 war der König nur noch Oberhaupt gemäß der siamesischen und später thailändischen Verfassung, jedoch ohne absolute Gewalt. Die Richtlinien der Außenpolitik gingen demgemäß in zivile Gewalt über, unter anderem in die von Pridi Phanomyong.

## Thailändische Außenminister
Eine Übersicht der thailändischen Außenminister

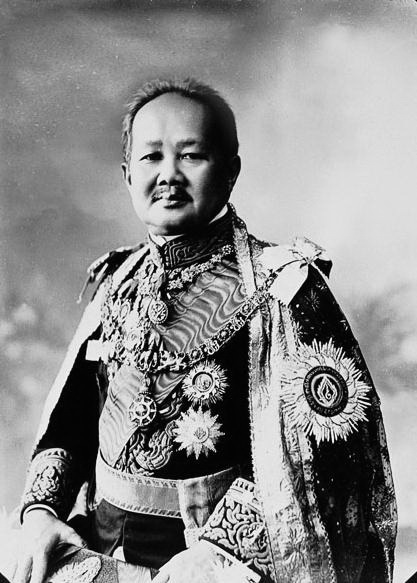
Prinz Devawongse Varopakar (Außenminister 1881–1923), der „Vater“ des Außenministeriums im modernen Sinne

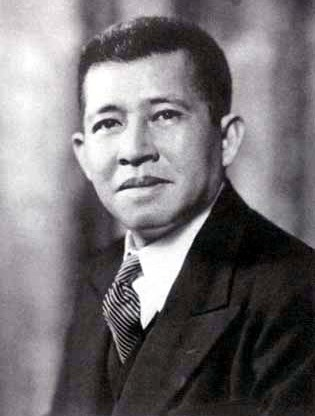
Pridi Phanomyong (Außenminister von 1936–38)

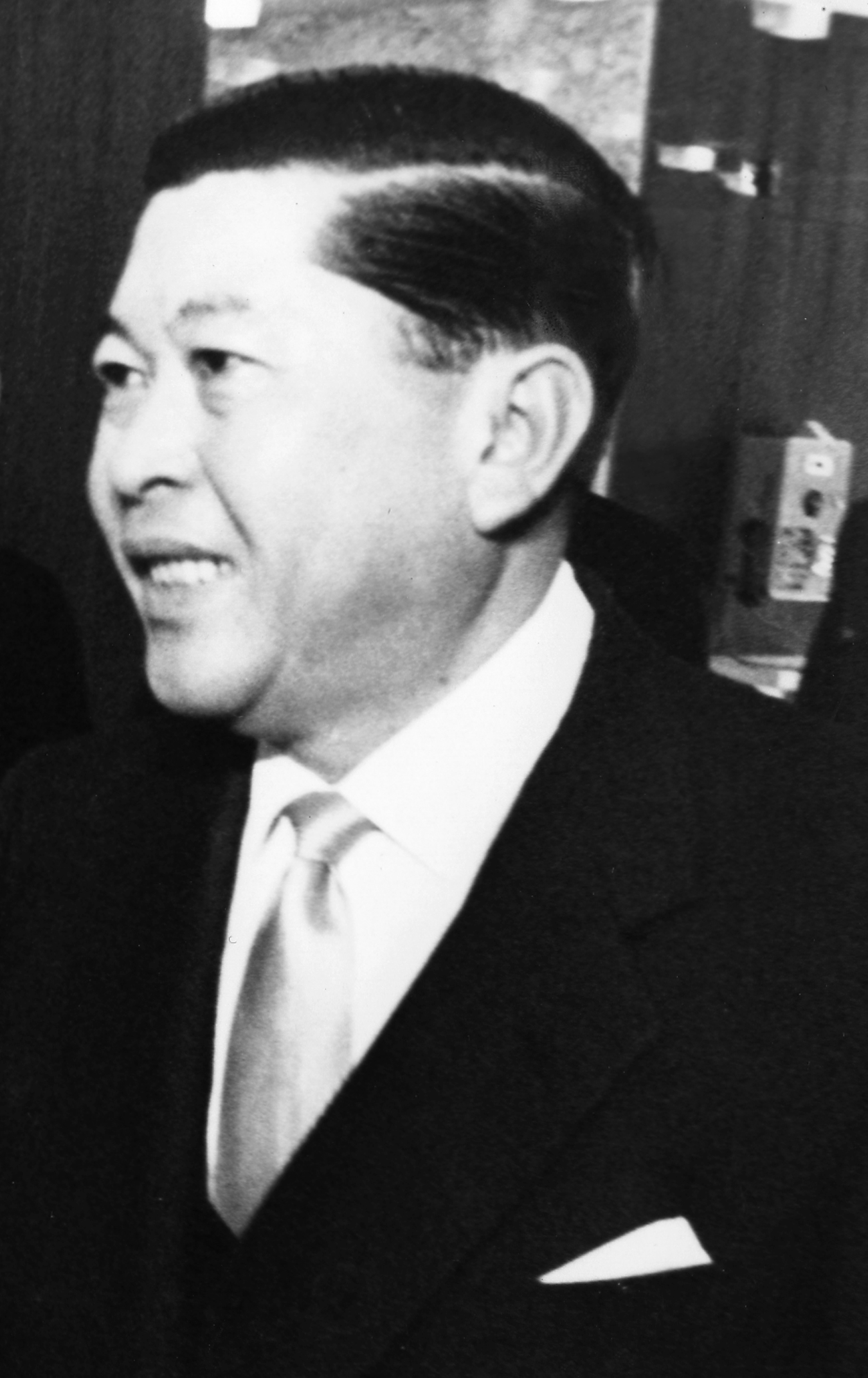
Thanat Khoman (Außenminister 1959–71)

1. Chao Phraya Phanuwong Mahakosathibodi (Thuam Bunnag) (1871–1881)
2. Prinz Devawongse Varopakar (12. Juni 1881 – 24. Juni 1923), gilt als der Urheber der Tradition des Außenministeriums des Königreichs
3. Prinz Devawongs Varodaya (Traidos Prabandh) (1. April 1924 – 29. Juni 1932)
4. Phraya Sri Visarn Vacha (Srivisarn Huntrakul) (29. Juni 1932 – 24. Juni 1933)
5. Phraya Abhibal Rajamaitri (Tom Bunnag) (1. September 1933 – 22. September 1934)
6. Phraya Phahon Phonphayuhasena (Phot Phahonyothin) (22. September 1934 – 1. August 1935)
7. Phraya Srisena (Srisena Sombatsiri) (1. August 1935 – 12. Februar 1936)
8. Pridi Phanomyong (12. Februar 1936 – 21. Dezember 1938), einer der führenden politischen Köpfe hinter dem Umsturz von 1932, der den Weg zur heutigen konstitutionellen Monarchie bereitete
9. Chao Phraya Sridharmadhibes (Chit Na Songkhla) (20. Dezember 1938 – 14. Juli 1939)
10. Plaek Phibunsongkhram (14. Juli 1939 – 22. August 1941, 15. Dezember 1941 – 19. Juni 1942)
11. Direck Jayanama (22. August 1941 – 14. Dezember 1941)
12. Wichit Wichitwathakan (19. Juni 1942 – 18. Oktober 1943)
13. M.R. Seni Pramoj (2. Februar 1946 – 24. März 1946)
14. Thawan Thamrongnawasawat (6. Februar 1947 – 31. Mai 1947)
15. Arthakitti Banomyong (31. Mai 1947 – 11. November 1947)
16. Prinz Pridithepphong Thewakun (15. April 1948 – 29. Juni 1949)
17. Pote Sarasin (13. Oktober 1949 – 1. März 1950)
18. Warakan Bancha (1. März 1950 – 28. März 1952)
19. Prinz Narathip Phongpraphan (Wan Waithayakon) (28. März 1952 – 23. April 1957, 1. Januar 1958 – 20. Oktober 1958), brachte Thailand in der Zeit des Kalten Krieges an die Seite des Westens
20. Thanat Khoman (10. Februar 1959 – 17. November 1971), vermittelte während des Vietnam-Krieges die Schaffung der SEATO und verschaffte der thailändischen Außenpolitik weltweiten Respekt
21. Thanom Kittikachorn (19. Dezember 1972 – 14. Oktober 1973)
22. Charunphan Itsarangkun Na Ayutthaya (17. November 1971 – 18. Dezember 1972, 16. Oktober 1973 – 21. Februar 1975)
23. Chatichai Choonhavan, CTP (17. März 1975 – 21. April 1976)
24. Bhichai Rattakul, DP (21. April 1976 – 6. Oktober 1976)
25. Upadit Pachariyangkun, NDP (22. Oktober 1976 – 11. Februar 1980)
26. Siddhi Savetsila, SAP (11. Februar 1980 – 26. August 1990)
27. Subin Pinkayan, SAP (26. August 1990 – 14. Dezember 1990)
28. Arthit Ourairat (14. Dezember 1990 – 23. Februar 1991)
29. Arsa Sarasin (6. März 1991 – 21. April 1992, 16. Juni 1992 – 1. Oktober 1992)
30. Pongpol Adireksarn, CTP (22. April 1992 – 15. Juni 1992)
31. Prasong Soonsiri, PDP (2. Oktober 1992 – 25. Oktober 1994)
32. Thaksin Shinawatra, PDP (25. Oktober 1994 – 10. Februar 1995)
33. Krasae Chanawongse, PDP (16. Februar 1995 – 19. Mai 1995)
34. Kasem S. Kasemsri, NTP (20. Mai 1995 – 27. Mai 1996)
35. Amnuay Viravan, NTP (28. Mai 1996 – 14. August 1996)
36. Prachuab Chaiyasan, CPP (29. November 1996 – 24. Oktober 1997)
37. Surin Pitsuwan, DP (14. November 1997 – 17. Februar 2001)
38. Surakiart Sathirathai, TRT (17. Februar 2001 – 10. März 2005)
39. Kantathi Suphamongkhon, TRT (11. März 2005 – 18. September 2006)
40. Nitya Pibulsonggram (8. Oktober 2007 – 6. Februar 2008)
41. Noppadon Pattama, PPP (6. Februar 2008 – 23. Juli 2008)
42. Tej Bunnag (26. Juli 2008 – 3. September 2008)
43. Saroj Chavanaviraj (7. – 9. September 2008)
44. Sompong Amornvivat, PPP (24. September – 2. Dezember 2008)
45. Kasit Piromya, DP (20. Dezember 2008 – 9. August 2011)
46. Surapong Tovichakchaikul, PTP (9. August 2011 – 7. Mai 2014)
47. Thanasak Patimaprakorn (30. August 2014 – 19. August 2015)
48. Don Pramudwinai (19. August 2015 – 1. September 2023)
49. Parnpree Bahiddha-nukara (1. September 2023 – 28. April 2024)
50. Maris Sangiampongsa (seit 30. April 2024)